# Ahmad Shamlu

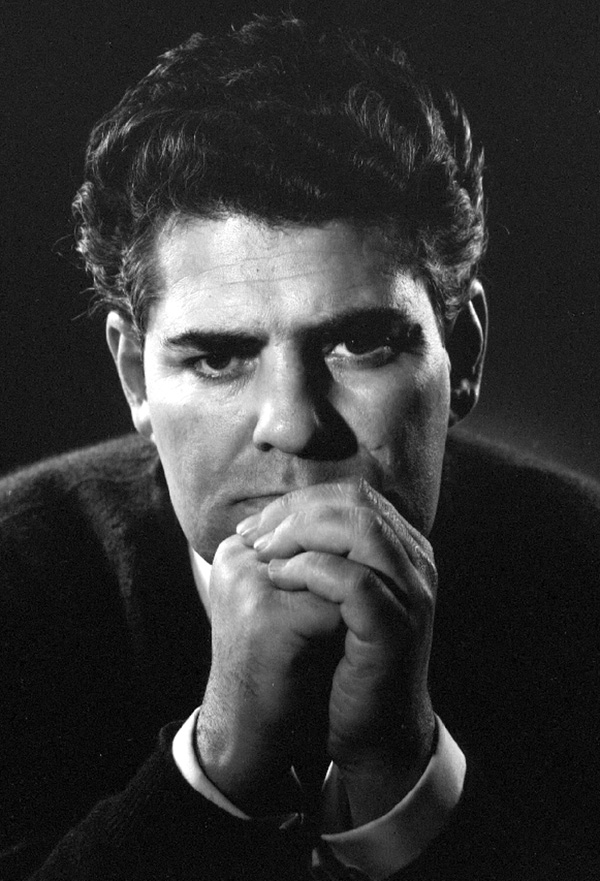

Ahmad Shamlou (Perzisch: احمد شاملو) (Teheran, 1925 - Karaj, 2000) was een Perzisch dichter.
Shamlou is bekend als de "dichter van de vrijheid" in Perzië/Iran.
Bij uitgeverij Bulaaq verscheen in 2007 de bloemlezing Stegen van stilte, een keuze uit honderd jaar moderne Perzische poëzie, vertaald en samengesteld door Nafiss Nia en R. Bos, waarin 14 gedichten van Ahmad Shamlou zijn opgenomen. Bij De Wereldbibliotheek verscheen in 2010 het boek Ahmad Shamlu; Opstandige dauw, Gedichten. Vertaald door Sharog Hesmat Manesh. 190 pagina's met CD Shabaneh (nachtelijk), een compositie van Hamid Tabatabaei naar gedichten van Ahmad Shamlu.